# LINKAGE
『LINKAGE』（リンケイジ）は、川田まみの3作目のオリジナルアルバム。2010年3月24日にジェネオン・ユニバーサル・エンターテイメントジャパンより発売された。

## 概要
前作のアルバムから2年ぶりのリリースになるオリジナル・アルバムで、当初は2月24日に発売が予定されていたが、製作に遅れが生じ1ヶ月延期となった。前作以降にリリースされたシングル曲を収録、なおそれぞれのカップリング曲は全て未収録。またシングルカットされずCD化されていなかったOVA『灼眼のシャナS』のエンディングテーマ「All in good time」も収録されている。なお「PSI-missing」は特に表記は無いがシングルとはミックスが若干異なっている。タイトルの「LINKAGE」とは英語で「連鎖」を意味する。
初回限定盤 (GNCV-1017) は特製スリーブケース仕様で、linkageのPVを収録したDVDが同封されている。
収録曲「DREAMS」はクランベリーズの同名曲のカバー、この曲は川田がI'veデビュー時に、サウンドクリエイターの高瀬から「この曲が合うね」と言われた事からいつかカバーで歌いたいという思いがあったが、今作で実現可能な運びとなった。

## 収録曲
1. succession（Instrumental） [0:57]
  - 作曲・編曲：中沢伴行、尾崎武士
2. CLIMAX [4:06]
  - 作詞：川田まみ／作曲：中沢伴行／編曲：中沢伴行、尾崎武士
3. PSI-missing [4:22]
  - 作詞：川田まみ／作曲：中沢伴行／編曲：中沢伴行、尾崎武士
  - テレビアニメ『とある魔術の禁書目録』前期オープニングテーマ
4. TOY [4:10]
  - 作詞：川田まみ／作曲・編曲：井内舞子
5. 言葉、心の声 [5:01]
  - 作詞：川田まみ／作曲：高瀬一矢／編曲：Mai Nakazaki
6. Prophecy [4:51]
  - 作詞：川田まみ／作曲・編曲：中沢伴行、尾崎武士
  - OVA『灼眼のシャナS』オープニングテーマ
7. in answer [4:52]
  - 作詞：川田まみ／作曲・編曲：C.G mix
8. masterpiece [4:37]
  - 作詞：川田まみ／作曲・編曲：井内舞子
  - テレビアニメ『とある魔術の禁書目録』後期オープニングテーマ
9. アウェアネス [5:24]
  - 作詞：川田まみ／作曲・編曲：高瀬一矢
10. linkage [4:27]
  - 作詞：川田まみ／作曲：中沢伴行／編曲：中沢伴行、尾崎武士
  - 『アニメTV』エンディングテーマ
11. 未来の粒 〜I'm formed〜 [5:30]
  - 作詞：川田まみ／作曲・編曲：井内舞子
12. All in good time [5:06]
  - 作詞：川田まみ／作曲・編曲：中沢伴行、尾崎武士
  - OVA『灼眼のシャナS』エンディングテーマ
13. DREAMS [4:44]
  - 作詞・作曲：Noel Anthony Hogan、Dolores O'Riordan